# Pivovary Lobkowicz Group

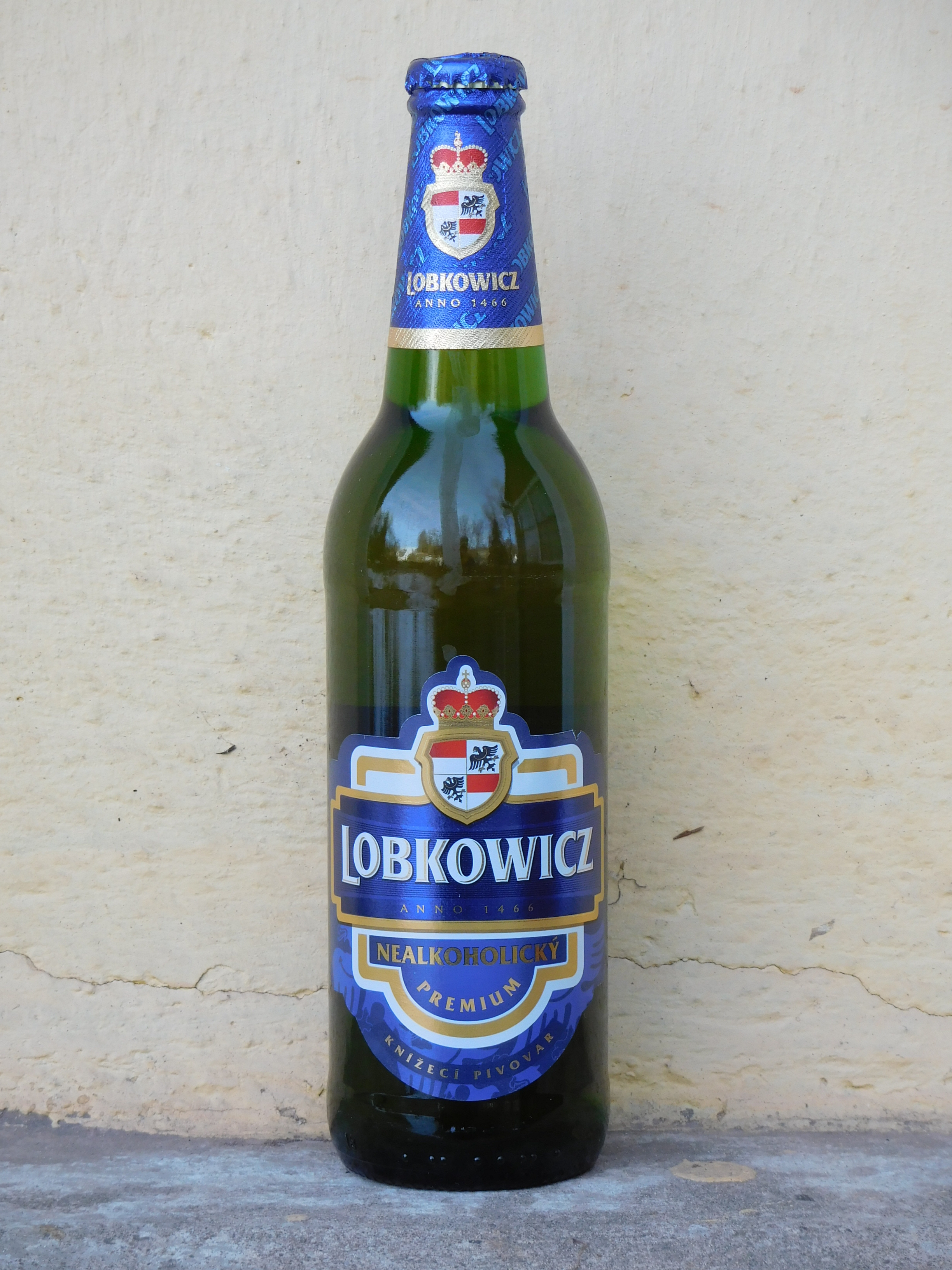
Cerveja sem álcool Lobkowicz

O Pivovary Lobkowicz Group é um grupo checo produtor de cervejas que engloba as seguintes empresas: Protivín, Rychtář, Klášter, Uherský Brod, Jihlava, Vysoký Chlumec, Černá Hora. As principais marcas de cerveja produzidas pelo grupo são Lobkowicz, Platan, Rychtář, Klášter, Černá Hora, Ježek, Perun e Patriot.

## Dados economicos
- Volume de negócios: 1.195 milhões de CZK (em 2014)[3].
- Produção anual de cerveja: 893,945hl (em 2014)[3].
- Colaboradores: 720[4].
- Mercados externos: Exporta para a Eslovaquia, Bulgaria, Polonia, Romania, Russia, Espanha, China e Alemanha[4][5].

## História
- 1298, fundação da cervejaria Černá Hora na cidade de Černá Hora[carece de fontes?].
- 1474, fundação da cervejaria Vysoký Chlumec na aldeia de Vysoký Chlumec[carece de fontes?].
- 1570, fundação da cervejaria Klášter no mosteiro cisterciense de Hradiště[carece de fontes?].
- 1578, fundação da cervejaria Protivín na cidade de Protivín[carece de fontes?].
- 1860, fundação da Cervejaria Jihlava na cidade de Jihlava[carece de fontes?].
- 1894, fundação da Cervejaria Janáček Brewer, hoje cervejaria Uherský Brod na cidade de Uherský Bro[carece de fontes?].
- 1913, fundação da cervejaria Rychtář na cidade de Hlinsko[carece de fontes?].
- 1948, nacionalização das cervejarias Protivín[carece de fontes?], Uherský Brod[carece de fontes?],Jihlava[carece de fontes?], Rychtář[carece de fontes?], Vysoký Chlumec[carece de fontes?], Černá Hora[carece de fontes?]..
- 2005, fundação do grupo K Brewery Group[carece de fontes?].
- 2008, adquisição das cervejarias Protivín[carece de fontes?], Jihlava[carece de fontes?],  Rychtář[carece de fontes?], Vysoký Chlumec[carece de fontes?].
- 2009, lançamento da cerveja Lobkowicz[carece de fontes?]. Adquisição da cervejaria Uherský Brod[carece de fontes?].
- 2010, adquisição da cervejaria Černá Hora[carece de fontes?].
- 2012, alteração do nome do grupo de K Brewery Group, para Pivovary Lobkowicz Group[carece de fontes?].
- 2014, listagem na bolsa de Praga.

## Marcas de cerveja
- Cervejaria Protivín produz as seguintes marcas: Lobkowicz[6], Schwarzenberg[7], Platan[8], Prácheňská[9], Protivínský[10].
- Cervejaria Rychtář produz as seguintes marcas: Rychtář[10].
- Cervejaria Klášter produz as seguintes marcas: Klášter, Klášterní[10].
- Cervejaria Uherský Brod produz as seguintes marcas: Dukát, Perun, Patriot, Premium, Respekt, Comenius, Kounic, Rauchbier[10].
- Cervejaria Jihlava produz as seguintes marcas: Šenkovní, Ježek, Jihlavský, Telčský Zachariáš[10].
- Cervejaria Vysoký Chlumec produz as seguintes marcas: Lobkowicz, Princ Max X, Vévoda, Démon, Baron, Chlumecký, Fruit Ale, Chlumecký[10].
- Cervejaria Černá Hora produz as seguintes marcas: Tas, Páter, Ležák, Matouš, Forman, Kvasar, Granát, Kern, Velen, Borůvka[10].

## Restauração
O grupo opera uma pequena rede de restaurantes debaixo da marca ŠNYT, operando nas cidades de Praga, Ústí nad Orlicí e Prostějo.